# Ким Чхэвон
Ким Чхэвон (кор. 김채원, 金采源; род. 1 августа 2000, Сеул) — южнокорейская певица и автор песен. Является лидером гёрл-группы Le Sserafim, а также бывшей участницей проектной женской группы Iz*One.

## Биография
Ким Чхэвон родилась 1 августа 2000 года в Сеуле в семье актрисы театра и кино Ли Ран Хи. Известно, что в 2019 году она окончила школу искусств Ханлим.

## Карьера

### 2018—2021:Produce 48и Iz*One
В 2018 году Ким приняла участие в южнокорейском шоу на выживание Produce 48 на канале Mnet, представляя Woollim Entertainment вместе с Квон Ынби, а также Суюн и Сохи из Rocket Punch. До участия в шоу Ким стажировалась в Woollim Entertainment в течение 11 месяцев. Она заняла 10-е место, набрав 238 192 голоса, что позволило ей дебютировать в группе Iz*One вместе с коллегой по лейблу Квон Ынби. Дебют группы состоялся 29 октября 2018 года с мини-альбомом Color*Iz и заглавной песней «La Vie en Rose».
В 2020 году Ким впервые участвовала в написании текста для песни «With*One» из мини-альбома Oneiric Diary. Она также участвовала в написании текста и музыки песни «Slow Journey» для последнего мини-альбома Iz*One One-reeler / Act IV.
В марте 2021 года Ким участвовала в шоу King of Mask Singer в образе Цветочного оленя (англ. Flower Deer). 13 и 14 марта Iz*One провели свой последний концерт «One, The Story», после чего группа была расформирована. Контракт группы официально истёк 29 апреля 2021 года.
После распада Iz*One Ким вернулась в компанию Woollim Entertainment. Вместе с Квон Ынби она приняла участие в нескольких съёмках для журналов Esquire, Indeed и Singles.
В мае 2021 года Ким завела свой личный аккаунт в Instagram.

### 2022—настоящее время: Дебют с Le Sserafim
14 марта 2022 года компания Source Music объявила, что Ким Чхэвон, а также бывшая участница Iz*One Сакура Мияваки подписали эксклюзивные контракты с компанией и дебютируют в новой гёрл-группе Le Sserafim. Ким Чхэвон была объявлена четвёртой участницей и лидером группы 7 апреля. Дебют Le Sserafim состоялся 2 мая 2022 года с мини-альбомом Fearless.

## Дискография

### Участие в написании песен
По данным Melon:
| Год  | Артист      | Песня                                       | Альбом              | Автор слов | Автор музыки |
| ---- | ----------- | ------------------------------------------- | ------------------- | ---------- | ------------ |
| 2020 | Iz*One      | «With*One»                                  | Oneiric Diary       | Да         | Нет          |
| 2020 | Iz*One      | «Slow Journey»                              | One-reeler / Act IV | Да         | Да           |
| 2022 | Le Sserafim | «Blue Flame»                                | Fearless            | Да         | Да           |
| 2023 | Le Sserafim | «피어나 (Between you, me and the lamppost)» | Unforgiven          | Да         | Нет          |

## Фильмография

### Фильмы
| Год  | Название              | Роль       | Описание      | Прим.  |
| ---- | --------------------- | ---------- | ------------- | ------ |
| 2020 | Eyes on Me: The Movie | самой себя | фильм-концерт | [ 18 ] |

### Телевизионные шоу
| Год  | Название            | Роль                      | Описание   | Прим.  |
| ---- | ------------------- | ------------------------- | ---------- | ------ |
| 2018 | Produce 48          | участница                 |            | [ 19 ] |
| 2019 | Show Champion       | ведущая                   | эпизод 312 | [ 20 ] |
| 2021 | King of Mask Singer | участница Цветочный олень |            | [ 8 ]  |
| 2022 | Inkigayo            | специальная ведущая       |            | [ 21 ] |
| 2023 | HMLYCP              | участница                 |            | [ 22 ] |

### Музыкальные видео
| Год  | Название | Артист       | Прим.  |
| ---- | -------- | ------------ | ------ |
| 2018 | «Let Me» | Golden Child | [ 23 ] |